# Sterculia parvifolia
Sterculia parvifolia är en malvaväxtart som beskrevs av Nathaniel Wallich. Sterculia parvifolia ingår i släktet Sterculia och familjen malvaväxter. Inga underarter finns listade i Catalogue of Life.